# Ослоповский, Иосиф Андреевич
Иосиф Андреевич Ослоповский (4 апреля 1888, Шутихинское, Пермская губерния — 21 января 1952, Москва) — советский военачальник, участник Первой мировой, Гражданской и Великой Отечественной войн, генерал-майор (1945).

## Биография
Иосиф Ослоповский родился 4 апреля 1888 года в крестьянской семье в селе Шутихинском Петропавловской волости Шадринского уезда Пермской губернии, ныне село входит в Катайский муниципальный округ Курганской области.
Окончил сельскую школу в селе Петропавловском.
В 1910 году был призван в Русскую императорскую армию и зачислен в 1-ю роту Гвардейского экипажа Балтийского флота. В 1912 году окончил курс учебной команды строевых унтер-офицеров и был назначен в плавание на яхту «Полярная звезда».
Матрос 1 статьи роты Ее Величества Иосиф Ослоповский «За выдающиеся мужество и распорядительность, проявленные при постановке мин, в течение двух ночей, под оружейным огнем противника на реке Пилице 12 и 13 января 1915 года» был награждён Георгиевским крестом IV степени. Впоследствии был награждён Георгиевским крестом III степени.
В 1916 году назначен в Одесскую школу прапорщиков, откуда подал просьбу вернуться обратно, был назначен в Сатакундскую флотилию. С апреля 1917 года служил заведующим школой юнг Балтийского флота. Временное правительство решило уволить старых моряков. Ослоповский был уволен со службы в звании унтер-офицера. Он уехал работать в Шлиссельбург, где поступил на работу в торговый флот. Вместе с отрядом шлиссельбургских рабочих участвовал в Великой Октябрьской социалистической революции.
В конце марта 1918 года возвратился в Шутиху. Вскоре после приезда он побывал в Шадринске, где в уездном комитете партии повстречался с Андреем Александровичем Ждановым. Ему было поручено провести выборы в волостной Совет, он и стал первым председателем Петропавловского волостного Совета. Вскоре после восстания Чехословацкого корпуса (июнь 1918 года), прямо на общем собрании жителей села Шутихи Ослоповского арестовали и под конвоем отправили в село Петропавловское. Вместе с ним под замком сидели и другие члены волисполкома. Батрак Ефим Снигирев сумел тайком добраться до Шадринска, где сообщил о готовящейся казни. Отряд уездной ЧК пришел на помощь вовремя, до расправы оставалось 2—3 часа. После освобождения создал красногвадейский создал партизанский отряд. Вскоре он в количестве 74 человек через Балинское и Зырянку отошел на Каменск, где влился в Добровольческого 1-й Крестьянский коммунистический стрелковый полк Рабоче-крестьянской Красной Армии, образовав 8-ю роту. Ослоповский был командиром этой роты. В Рабоче-крестьянскую Красную Армию вступил 10 июня 1918 года. В составе полка участвовал в боях за Богданович и Егоршино.
После ранения и излечения в госпитале был назначен командиром 2-го батальона. 17 октября 1918 года назначен командиром полка. 22 октября 1918 года ВЦИК принял постановление о награждении полка Почётным революционным Красным Знаменем. Полк получил от командования почётное наименование «Красные Орлы». 27 октября 1918 года в Кушве состоялось вручение полку «Красные орлы» Почётного революционного Красного Знамени ВЦИК.
С июля 1919 года был командиром 3-й бригады 29-й стрелковой дивизии. 18 августа 1919 года «За отличие в бою у завода Баранчи и Кушвы, где он, руководя 5-ю полками, умело и решительно отбивал атаки наступающей дивизии противника» был награждён орденом Красного Знамени. Приказом по дивизии был начальником Кушвинского участка фронта, в подчинение ему передавались все боеспособные полки дивизии. Ослоповский организовал планомерный отход частей со станции Гороблагодатской. Начальник 29-й дивизии Макар Васильевич Васильев решил создать боевой участок у железнодорожного узла Калино, который не дал бы белым отрезать путь к Перми. Командовать участком был назначен Ослоповский. Бои шли до 8 февраля 1919 года. За умелое руководство под Кушвой и Калино был награжден командующим 3-й армией золотой шашкой, а ВЦИК наградил его золотыми часами с надписью: «Честному воину Рабоче-Крестьянской Красной Армии от ВЦИК за мужество, храбрость и распорядительность при исполнении административных обязанностей».
С февраля 1920 года был командиром 1-й бригады 40-й стрелковой Богучарской дивизии. Воевал против Русской армии (армия Врангеля).
В январе 1921 года был назначен комиссаром Ейского отдельного военного комиссариата.
С 1922 года был инспектором, начальником управления военизированной охраны Северо-Кавказского округа путей сообщения, затем начальником управления военизированной охраны управления Московско-Курской железной дороги.
В 1929 году окончил курсы усовершенствования старшего начальствующего состава при Военной академии имени М. В. Фрунзе.
С 1930 года Ослоповский служил начальником отдела управления Внутренних войск НКВД Московской области.
С 1932 года был начальником-военком школы военизированной пожарной охраны  № 1 им. Куйбышева в посёлке Стрельна Ленинградской области. Учебное заведение было подчинено НКВД и размещалось в здании бывшего приюта графа Зубова на территории бывшего Троице-Сергиевой Приморской пустыни. 7 октября 1937 года освобождён от обязанностей военкома.
16 октября 1938 года арестован сотрудниками УНКВД Ленинградской области, находился под следствием, освобождён 8 октября 1939 года.
Был начальником училища воентехников при Главном управлении войск НКВД, заместителем начальника отдела и начальником отдела Управления учебных заведений НКВД СССР (до 16 июля 1941 года).
Во время Великой Отечественной войны, с 13 по 25 августа 1941 года занимал должность командира 1012-го стрелкового полка 288-й стрелковой дивизии Волховского фронта, затем — начальник штаба 52-й армии Волховского фронта, начальника оргпланового отдела интендантского управления Волховского фронта, интенданта 2-й ударной армии.
С 1943 по 1948 годы был помощником начальника Военно-ветеринарной академии.
12 октября 1948 года был уволен в отставку по болезни.
Иосиф Андреевич Ослоповский умер 21 января 1952 года в городе Москве. Похоронен на Введенском кладбище, ныне в муниципальном округе Лефортово Юго-Восточного административного округа города Москвы.

## Награды
- Орден Ленина, 21 февраля 1945 года[7]
- Орден Красного Знамени, дважды:
  - Приказ РВСР № 175 от 18 августа 1919 года, за отличие в бою у завода Баранчи и Кушвы, где он, руководя 5-ю полками, умело и решительно отбивал атаки наступающей дивизии противника.
  - 3 ноября 1944 года[8]
- Юбилейная медаль «XX лет Рабоче-Крестьянской Красной Армии», 1938 год
- Медаль «За оборону Ленинграда», 22 февраля 1945 года[9]
- Медаль «За победу над Германией в Великой Отечественной войне 1941—1945 гг.»
- Почётное революционное оружие (золотая шашка), 1918 год
- Золотые часы с надписью: «Честному воину Рабоче-Крестьянской Красной Армии от ВЦИК за мужество, храбрость и распорядительность при исполнении административных обязанностей», 1918 год
- Георгиевский крест III степени
- Георгиевский крест IV степени № 120460, Приказ Гвардейского корпуса за № 334 от 1 (14) декабря 1915 года, за выдающиеся мужество и распорядительность, проявленные при постановке мин, в течение двух ночей, под оружейным огнем противника на реке Пилице 12 и 13 января 1915 года.

## Воинские звания
- Полковник — 17 октября 1936 года
- Генерал-майор — 20 апреля 1945 года

## Память
- Улица Ослоповского есть в городе Катайске и в селе Шутихинском.

## Семья
Жена Кира Васильевна Ослоповская (1892—1962).